# Cleora lamella
Cleora lamella är en fjärilsart som beskrevs av Fletcher 1967. Cleora lamella ingår i släktet Cleora och familjen mätare. Inga underarter finns listade i Catalogue of Life.